# Roetheense Grieks-Katholieke Kerk

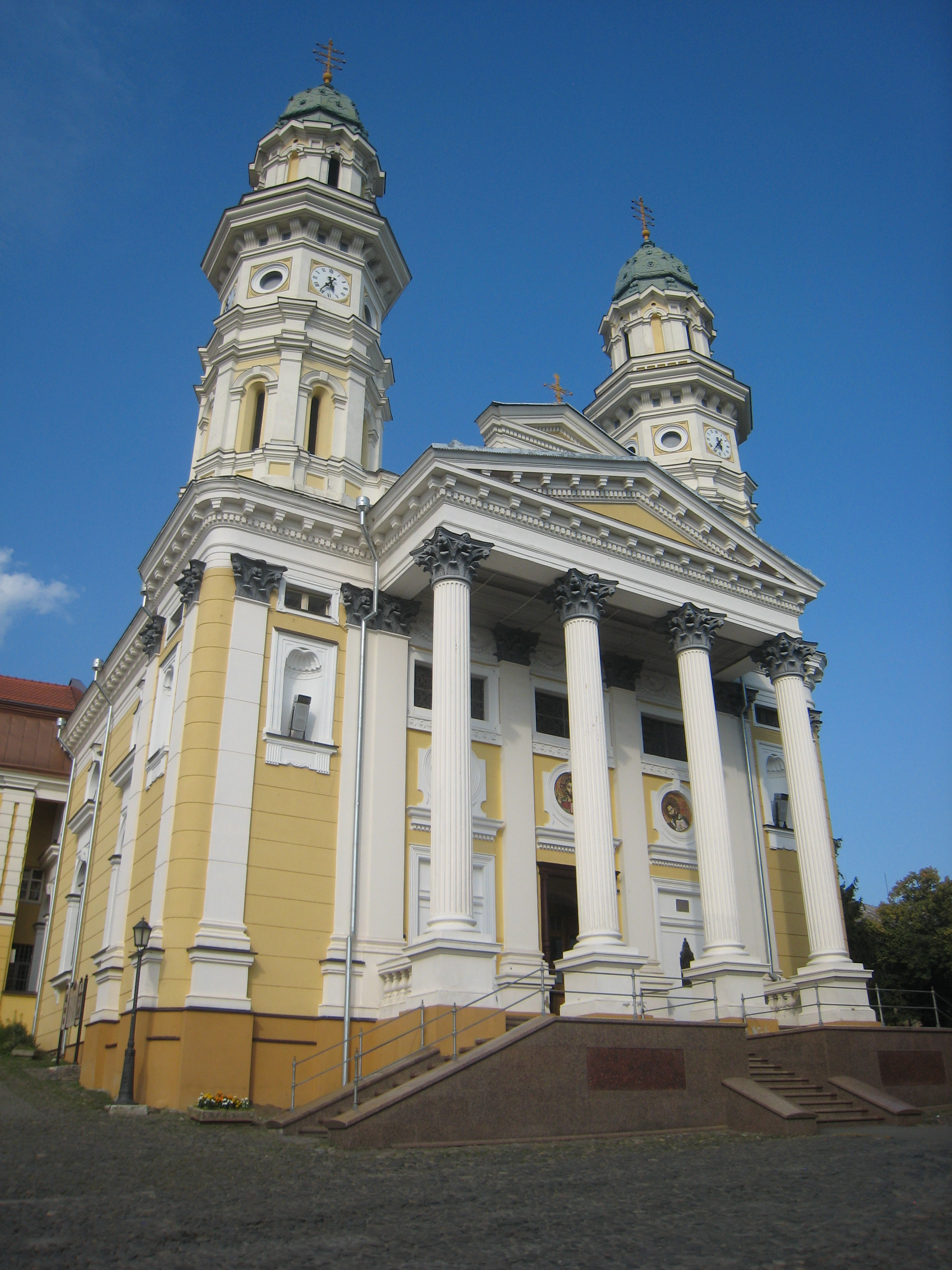
Kruisverheffingskathedraal in Oezjhorod

De Roetheense Grieks-Katholieke Kerk (Oekraïens: Русинська візантійська католицька церква) behoort tot oosters-katholieke kerken; ze volgt de Byzantijnse ritus en gebruikt als liturgische talen het Oekraïens of het Slowaaks. Deze kerk gebruikt de juliaanse kalender.

## Geschiedenis
Het westelijk gedeelte van het huidige Oekraïne, ten zuiden van de Karpaten, werd in de loop van de geschiedenis overheerst door Hongarije, Tsjecho-Slowakije en de Sovjet-Unie.
De inwoners van dit gebied zijn gekend als Transkarpaten of Roethenen en velen hebben er een eigen etnische identiteit.
In de 17de eeuw door de Unie van Oezjhorod (1646) sloot het merendeel van de Roetheense christenen zich aan bij de Kerk van Rome en verbrak de banden met de Byzantijns-Orthodoxe Kerk.
Een eeuw later werd door Rome een eigen eparchie opgericht. In 1778 werd een seminarie geopend in Moekatsjeve.
Tijdens de communistische overheersing werd de Kerk zwaar vervolgd. Priesters en gelovigen werden verbannen, seminaries werden gesloten en de kerken werden onder controle geplaatst van de meer volgzame Oekraïens-orthodoxe kerken. In 1991 benoemde paus Johannes Paulus II Ivan Semedi tot bisschop van Moekatsjeve.

## Huidige situatie
In Oekraïne bestaan naast de Roetheense Grieks-Katholieke Kerk ook een Oekraïense Grieks-Katholieke Kerk. De relaties tussen de kerken verlopen vaak problematisch.
In Oekraïne zelf wonen 320.000 Roetheens-katholieken, aangesloten bij het bisdom van Moekatsjeve.  
In Tsjechië werd in 1996 een apostolisch exarchaat opgericht dat verantwoordelijk is voor ongeveer 177.000 gelovigen.
Door jaren van etnische onrust zijn duizenden Roetheens-katholieken geëmigreerd naar de Verenigde Staten en Canada. Ten gevolge van twisten ontstaan met rooms-katholieke bisschoppen aldaar, welke protesteerden tegen de aanwezigheid van gehuwde Roetheense priesters, sloten vele Roetheens-katholieken in Noord-Amerika zich aan bij de oosters-orthodoxe kerken.
In de Verenigde Staten werden, naast een Roetheens-katholiek aartsbisdom in Pittsburgh, drie andere bisdommen opgericht. Het zijn de bisdommen van Parma, Passaic en Van Nuys. Zij telden in 2007 ongeveer 97.000 gelovigen.
Sinds 2012 is de metropoliet van Pittsburgh, William Charles Skurla, het hoofd van de Roetheense Grieks-Katholieke Kerk.